# Ebrima Darboe
Ebrima Darboe (ur. 6 czerwca 2001 w Bakoteh) – gambijski piłkarz grający na pozycji defensywnego pomocnika. Od 2017 jest zawodnikiem klubu AS Roma.

## Wcześniejsze życie
Darboe urodził się w Gambii, w Bakoteh. W wieku 14 lat opuścił samodzielnie Gambię i udał się do Libii, a następnie po 6 miesiącach opuszczenia domu przypłynął z grupą uchodźców na Sycylię. Następnie zajęła się nim SPRAR, służba włoskiego Ministerstwa Spraw Wewnętrznych i jako nieletni imigrant został osadzony w Rieti.

## Kariera piłkarska
Swoją piłkarską karierę Darboe rozpoczął w juniorach takich klubów jak: Young Rieti (2016-2017) i AS Roma (2017-2021). W 2021 roku stał się członkiem pierwszego zespołu Romy. 2 maja 2021 zaliczył w niej swój debiut w Serie A w przegranym 0:2 wyjazdowym meczu z Sampdorią, gdy w 82. minucie zmienił Gonzalo Villara.
| Sezon   | Klub    | Kraj   | Rozgrywki | Mecze | Gole |
| ------- | ------- | ------ | --------- | ----- | ---- |
| 2020/21 | AS Roma | Włochy | Serie A   | 5     | 0    |

## Kariera reprezentacyjna
W reprezentacji Gambii Darboe zadebiutował 5 czerwca 2021 w wygranym 2:0 towarzyskim meczu z Nigrem, rozegranym w Manavgat. W 2022 roku został powołany do kadry na Puchar Narodów Afryki 2021. Rozegrał na nim trzy mecze: grupowy z Mauretanią (1:0), w 1/8 finału z Gwineą (1:0) i ćwierćfinałowy z Kamerunem (0:2).